# 장흥중학교 (경북)
장흥중학교(長興中學校)는 대한민국 경상북도 포항시 북구 장성동에 있는 공립 중학교이다.

## 학교 연혁
- 2008년 9월 5일 : 시설사업 기본 계획 고시일
- 2008년 10월 28일 : 임대형자사업(BTL) 협약 체결
- 2009년 12월 29일 : 신축교사 착공
- 2010년 12월 28일 : 신축교사 준공
- 2011년 1월 6일 : 장흥중학교 교명 선정
- 2011년 3월 1일 : 초대 최범호 교장 취임
- 2011년 3월 2일 : 제1회 입학식 (남 141명, 여 139명 계 280명)
- 2011년 8월 10일 : 과학실 , 기술실 현대화 사업
- 2011년 12월 13일 : 희망뜰 도서관 개관
- 2013년 3월 4일 : 선진형 교과교실제 구축 및 시행
- 2014년 2월 13일 : 제1회 졸업식 (남 137명, 여 136명 계 273명)
- 2014년 3월 1일 : 탁구부 창단
- 2023년 1월 3일 : 제10회 졸업식 (남 125명, 여 82명 계 207명)
- 2023년 3월 1일 : 제6대 조성훈 교장 부임
- 2023년 3월 2일 : 제13회 입학식 (남 113명, 여 96명 계 209명)

## 참고 자료
- 장흥중학교 - 한국교육학술정보원 학교알리미